# Рив, Шерил
Шерил Рив (англ. Cheryl Reeve; род. 20 сентября 1966 года) — американский баскетбольный тренер, в настоящее время работает главным тренером команды Женской национальной баскетбольной ассоциации «Миннесота Линкс». Является лидером ЖНБА по проценту выигранных матчей за карьеру.

## Тренерская карьера
Рив начала тренерскую карьеру в своём родном Университете Ла Салля, где она проработала помощником главного тренера с 1988 по 1990 год. Затем она перешла на ту же должность в университет Джорджа Вашингтона. За пять лет в университете команда трижды становилась чемпионом конференции Atlantic 10 и четыре раза участвовала в турнире NCAA. В 1995 году она заняла пост главного тренера университета штата Индиана. Под её руководством Индиана каждый год показывала всё лучший результат, пока в сезоне 1998/99 не вышла впервые за 20 лет в игры плей-офф.
Рив впервые попала в ВНБА в 2001 году, когда вошла в тренерский штаб главного тренера «Шарлотт Стинг» Энн Донован. Если до её прихода команда в предыдущем сезоне показала результат 8-24, то в следующем сезоне она уже одержала 18 побед при 14 поражениях, а в плей-офф дошла до финала. В 2002 году «Стинг» вновь показали результат 18-14 и во второй раз подряд вышли в постсезонные игры.
По окончании сезона 2002 года Донован перешла в «Сиэтл Шторм», а главный тренер «Кливленд Рокерс» Дэн Хьюз пригласил Шерилл стать его ассистентом. В 2003 году «Рокерс» вышли в плей-офф, однако по окончании чемпионата владельцы команды решили расформировать её и Рив стала свободный агентом. Её вновь пригласили в «Стинг», где она провела следующие два сезона, после чего перешла в «Детройт Шок», где кроме должности ассистента тренера она также выполняла обязанности генерального менеджера.

### Миннесота Линкс
Рив заняла пост главного тренера «Миннесоты Линкс» 8 декабря 2009 года. В её дебютном сезоне команда показала результат 13-21 и не попала в плей-офф. На протяжении сезона ряд ключевых игроков, такие как Кэндис Уиггинс и Сеймон Огастус получили травмы, однако сама Рив была также недовольна своей работой, сказав: «Мы плохая баскетбольная команда. Всё начинается с азов. Я не смогла заставить их понять, что мы должны делать в защите и, откровенно говоря, наше нападение одно из худших в лиге».
В сезоне 2011 года игра команды значительно улучшилась. Уиггинс и Огастус выздоровели, а приход в клуб новичка Майи Мур сделал «Линкс» претендентом на чемпионский титул. Регулярный чемпионат команда закончила с результатом 27-7, а Рив получила награду лучшему тренеру ЖНБА. В плей-офф «Миннесота» проиграла всего одну игру и завоевала титул чемпиона ЖНБА.
В 2012 году «Линкс» вновь вышли в плей-офф. Причём команда квалифицировалась в постсезонные игры уже после 21 игры регулярного чемпионата — лучший показатель в истории клуба, а Ривз стала лидером «Линкс» по проценту выигранных матчей за карьеру. В итоге, «Миннесота» дошла до финала ЖНБА, где уступила «Индиане Фивер».
В 2013 году «Линкс» вновь стали лучшей командой Западной конференции, а в играх плей-офф дошлb до финала, не проиграв по пути ни одного матча. В финале клуб оказался сильнее «Атланты Дрим» и завоевал второй чемпионский титул за три года. Это достижение команда повторила и через два года, вновь став чемпионом ЖНБА в 2015 году.